# IC 1999
IC 1999 је спирална галаксија у сазвјежђу Мрежица која се налази на листи објеката дубоког неба у Индекс каталогу.
Деклинација објекта је - 56° 57' 7" а ректасцензија 3h 47m 43,0s. Привидна величина (магнитуда) објекта IC 1999 износи 14,7 а фотографска магнитуда 15,5. IC 1999 је још познат и под ознакама ESO 156-14, AM 0346-570, PGC 13861.